# Московський фронт ППО
Моско́вський фронт ППО — оперативно-стратегічне об'єднання військ ППО у складі Червоної армії під час Німецько-радянської війни з 5 квітня 1942 по 29 червня 1943.
Штаб фронту — Москва.

## Командування
- Командувачі:
  - генерал-лейтенант артилерії Журавльов Д. А. (5 квітня 1942 — 29 червня 1943)